# ルーク・ディロン (第4代クロンブロック男爵)

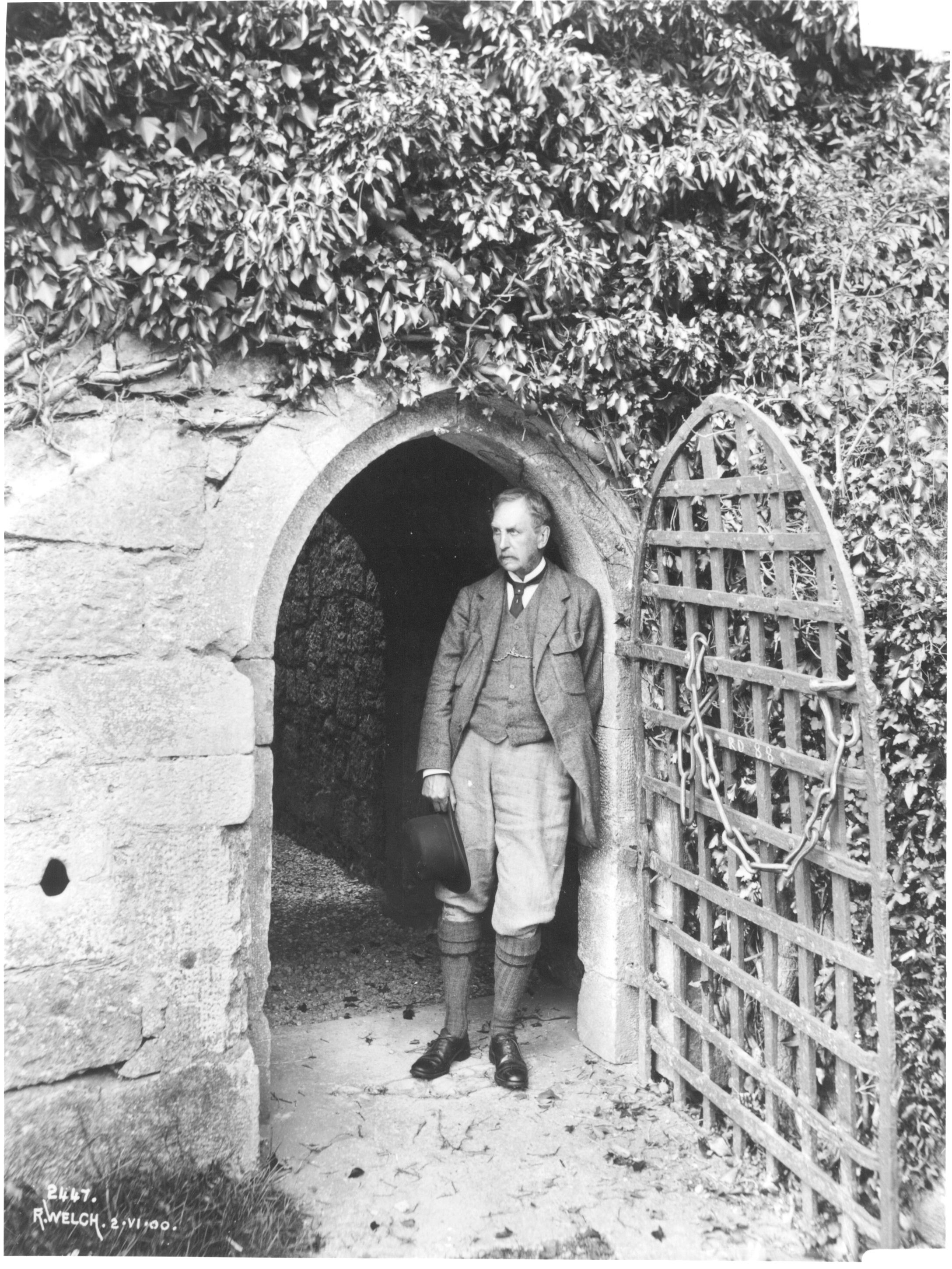
ロバート・ウェルチによる写真、1900年。

第4代クロンブロック男爵ルーク・ジェラルド・ディロン（Luke Gerald Dillon, 4th Baron Clonbrock KP PC (Ire)、1834年3月10日 – 1917年5月12日）は、アイルランド貴族。保守党に属し、アイルランド貴族代表議員、ゴールウェイ統監を務めた。

## 生涯
第3代クロンブロック男爵ロバート・ディロンと妻キャロライン・エリザベス（Caroline Elizabeth、1805年6月28日 – 1864年12月17日、初代チャーチル男爵フランシス・スペンサーの娘）の次男として、1834年3月10日にゴールウェイ県アハスクラで生まれた。兄ルーク・アルメリックはルーク・ジェラルドが生まれる前、1歳未満で夭折した。1846年から1852年までイートン・カレッジに通った後、1852年12月8日にオックスフォード大学ベリオール・カレッジに入学した。
1862年にウィーン大使館で書記として勤務、1865年にゴールウェイ県長官を務めた。1866年から1868年までと1874年から1876年までアイルランド総督の秘書官を務めた。
1892年6月13日に父の後任としてゴールウェイ統監に就任、1917年に死去するまで務めた。1893年12月4日に父が死去すると、クロンブロック男爵位を継承した。1895年1月21日にアイルランド貴族代表議員に選出され、1917年に死去するまで務めた。貴族院では保守党に属した。1898年2月10日にアイルランド枢密院の枢密顧問官に任命され、1900年8月29日に聖パトリック勲章を授与された。
長い闘病生活を経て1917年5月14日にダブリンで死去、息子ロバート・エドワードが爵位を継承した。

## 家族

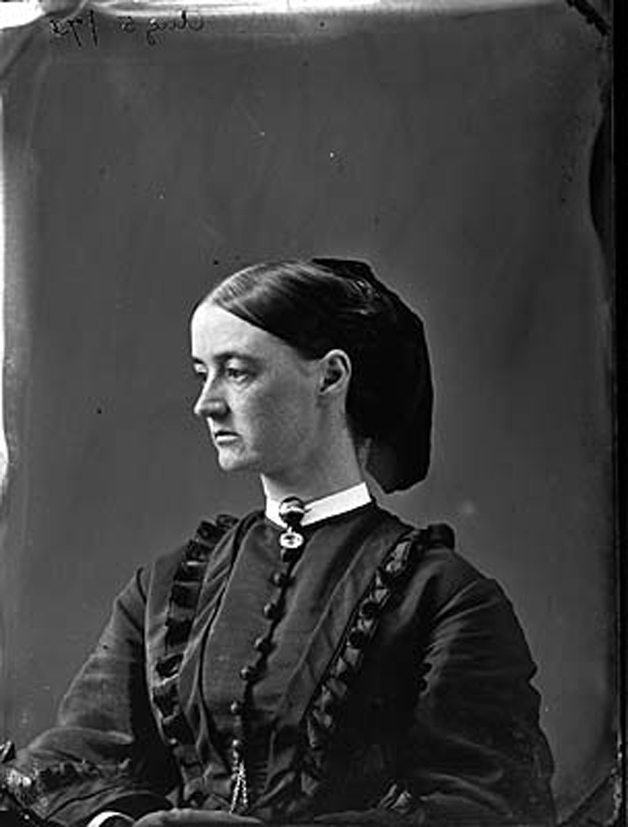
オーガスタ・キャロライン・ディロン、1873年撮影。

1866年7月18日、オーガスタ・キャロライン・クロフトン（1839年10月16日 – 1928年9月5日、第2代クロフトン男爵エドワード・クロフトンの娘）と結婚、1男3女をもうけた。
- ジョージアナ・キャロライン（1867年5月27日[2] – 1925年以降[7]）
- ロバート・エドワード（1869年5月21日 – 1926年11月1日） - 第5代クロンブロック男爵[3]
- イーディス・オーガスタ（1878年8月9日 – 1964年[8]） - 1905年1月26日、第5代準男爵サー・ウィリアム・マオンと結婚[2]
- エセル・ルイーザ（1880年10月16日[2] – 1978年11月24日埋葬[9]）